# Pseudochazara daghestana
Pseudochazara daghestana is een vlinder uit de familie van de Nymphalidae, uit de onderfamilie van de Satyrinae. De soort is voor het eerst wetenschappelijk beschreven door Otto Karl Holik in een publicatie uit 1955.

## Verspreiding
De soort komt voor in de Kaukasus waaronder Dagestan (Rusland), Armenië en Azerbeidzjan  en verder zuidoostwaarts tot in Noord-Iran.

## Leefgebied en vliegtijd
De vlinder vliegt in één generatie van juli tot in september op rotsachtige hellingen tussen 1000 en 2500 meter hoogte (tussen 2500 en 3200 meter in Armenië).

## Ondersoorten
- Pseudochazara daghestana daghestana (Holik, 1955) (Grote Kaukasus waaronder Armenië en Azerbeidzjan [1])
- Pseudochazara daghestana savalanica Gross & Ebert, 1975 (Azerbeidzjan [1])
  - = Satyrus (Pseudochazara) geyeri savalanicus Gross & Ebert, 1975
- Pseudochazara daghestana zangezura Nekrutenko, 1989 (Nachitsjevan)